# ابوتز ریپتون
ابوتز ریپتون (به انگلیسی: Abbots Ripton) یک روستا و محله مدنی در بریتانیا است که در هانتینگدونشر واقع شده‌است. ابوتز ریپتون ۳۰۵ نفر جمعیت دارد.